# Mnaseas (bướm)
Mnaseas là một chi bướm ngày thuộc họ Bướm nâu.